# Georg Herbert
Georg Herbert (* 13. Februar 1947 in Dortmund) ist ein deutscher Jurist. Er war Vorsitzender Richter am Bundesverwaltungsgericht.

## Werdegang
Nach zwei Jahren Wehrdienst, den er als Leutnant d.R. abschloss, und Beendigung seiner juristischen Ausbildung in München und Freiburg begann er im August 1975 seine Laufbahn als Richter auf Probe am Verwaltungsgericht Freiburg. Im Juni 1976 wurde er als Wissenschaftlicher Mitarbeiter von Konrad Hesse an das Bundesverfassungsgericht abgeordnet, wo er Senatsentscheidungen vorbereitete, darunter das Urteil zum Mitbestimmungsgesetz aus dem Jahr 1979 (BVerfGE 50, 290). Im gleichen Jahr zum Richter auf Lebenszeit ernannt, arbeitete er bis Februar 1984 am Verwaltungsgericht Freiburg. Nach seiner Abordnung an den Verwaltungsgerichtshof Baden-Württemberg in Mannheim wurde er im Januar 1985 zum Richter am Verwaltungsgerichtshof ernannt. Von Juni 1992 bis Oktober 1993 war er an das Sächsische Staatsministerium der Justiz abgeordnet, wo er als stellvertretender Leiter der Abteilung Öffentliches Recht und Vorsitzender des Normenkontrollausschusses wirkte. Am 1. November 1993 wurde er zum Richter am Bundesverwaltungsgericht ernannt. Dort gehörte er als Richter dem 7. Senat an, der für das Umweltrecht und die Regelung offener Vermögensfragen zuständig war. Seit dem 1. August 2008 war er Vorsitzender Richter des für das Recht des Öffentlichen Dienstes zuständigen 2. Senats am Bundesverwaltungsgericht.
Neben seinem Hauptberuf führte und managte er seit 2004 in Leipzig den Verein Kunst und Justiz im Bundesverwaltungsgericht, der in dessen Großem Sitzungssaal und Großer Halle Konzerte klassischer Musik, Lesungen und Filmvorführungen veranstaltete.
Nach Eintritt in den gesetzlichen Ruhestand nahm er im Herbst 2012 ein Studium an der Fernuniversität in Hagen auf, das er 2015 mit dem Bachelor in Kulturwissenschaften (Geschichte und Philosophie) und im Januar 2018 mit dem Master in Geschichte abschloss. Seine Masterarbeit zum Thema Die Rolle der USPD im Rat der Volksbeauftragten 1918 wurde 2018 veröffentlicht.
Sein im Juli 2022 veröffentlichter Beitrag zum Rechtsstreit zwischen dem Land Brandenburg und der Familie Hohenzollern vor dem Verwaltungsgericht Potsdam über die Vorschubleistung des ehemaligen deutschen Kronprinzen Wilhelm für den Nationalsozialismus wurde in Fachliteratur und Tagespresse wahrgenommen.

## Schriften (Auswahl)
Studienarbeiten
- Die Rolle der USPD im Rat der Volksbeauftragten 1918. Ideen, Initiativen und Aktionen für die Zukunft der Republik? München 2018.
- Der Weg der Ersten Republik in den Austrofaschismus. Vom Justizpalast über das Parlament ins Bundeskanzleramt. München 2017.
- Die Macht des Mahdi. Motive, Erscheinungsformen und Perspektiven des Jihad im Sudan der 1880er Jahre. München 2016.
- Die Schattenseiten der Amerikaauswanderung 1816/17. Materielle Not, diverse Geschäfte und politische Überforderung. München 2016.

Aufsätze
- Der Wesensgehalt der Grundrechte. In: Europäische Grundrechte-Zeitschrift (EuGRZ), Jg. 12 (1985), S. 321–335.
- Hochmut und Fehlurteil. Eine kurze Geschichte der Vorschubleistung des Hohenzollern. In: Neue Zeitschrift für Verwaltungsrecht, 41. Jg., Extra 7/2022, S. 1–8.